# Антоній Фелікс Микульський
Антоній Фелікс Микульський (26 січня 1872 року, містечко Ставище Таращанського повіту Київської губернії – 14 квітня 1925 року, Вільнюс) – польський психіатр.

## Біографія
Народився в родині Зофії (уроджена Мурашко, нар. 1841 — померла після 1880) та Кароля Микульського (1838-1906), лікаря, громадського та освітнього діяча й власника аптеки у Ставищі. Мав п’ятьох братів і сестер (Еразма, Лолу, Зофію, Францішка, Марію) та двох зведених братів від другого шлюбу батька з Францішкою Яновською (уродженою Турович). Одним зі зведених братів був Людвик Яновський (1878–1921), історик культури.
Навчався у Другій державній гімназії в Києві, яку закінчив у 1892 році із золотою медаллю. Вступив на математичний факультет Університету святого Володимира, маючи намір присвятити себе астрономії, та два роки потому перейшов на медичний факультет, закінчивши навчання у 1899 році.
Працював у неврологічній та психіатричній клініці Івана Сікорського. З 1902 по 1905 рік – лікар у колонії для душевнохворих в Одинкові біля Катеринослава. У 1905 році, у зв'язку з початком російсько-японської війни, призваний на Маньчжурський фронт військовим лікарем. У 1906/1907 році продовжив навчання в Мюнхенській психіатричній клініці у Еміля Крепеліна. У 1907 році став асистентом, а потім – завідувачем відділення Інституту для психічно хворих у Кульпаркуві . З 1913 року – директор психіатричного шпиталю в Коханувці біля м. Лодзь. У 1919–1920 роках був фронтовим лікарем у званні майора Польської армії. 1923 року його було призначено на кафедру психіатрії Вільнюського університету імені Стефана Баторія. 
Був одним із засновників Польської психіатричної асоціації.
Помер у 1925 році та похований на кладовищі На Россі (ділянка 3). 
Науковий доробок включає близько 40 праць у галузі психіатрії та психології. Вважається попередником клінічної психології в Польщі. Його «Довідник з психології» був опублікований посмертно та отримав високу оцінку сучасних психіатрів.
Був одружений із піаністкою Марією, уродженою Гродецькою (1880–1949). Його син Кароль Микульський (1901–1940) також був психіатром.

## Праці:
- Описание редкого случая вырождения с учением о дегенерации // Вопросы нервно-психической медицины. 1903. № 1;
- Zaniedbane pole (W sprawie kolonii dla umysłowo chorych w Królestwie) // Ogniwo. 1903. № 48 і 49;
- Bractwo poczwórnej wstrzemięźliwości // Ogniwo. 1904. № 32 i 33;
- Petersburg [Korespondencja dotycząca wystawy psychiatrycznej] // Ogniwo. 1904. № 8;
- Существенное условие правильной организации земской психиатрии. Киев: лито-тип. т-ва И. Н. Кушнерев и К°, Киев. отд-ние, 1904;
- Polskie utwory psychopatyczne // Przegląd Filozoficzny. 1907. 10 (4), s. 514–515;
- Polska literatura psychopatyczna: przyczynek do psychologii twórczości. Lwów, 1908;
- Pamięć a mnemonika // Nowe Tory. 1909. 4;
- Otępienie przedwczesne (dementia praecox) w przypadku akromegalii nietypowej. // Medycyna i Kronika Lekarska. 1909. 44 (31, 32), s. 724–726, 755–757;
- „Wyniki badań inteligencyi za pomocą kwestyonariusza i metod Ebbinghausa, Heilbronnera i własnej”. W: Ciągliński A. (red). Prace I-go Zjazdu neurologów, psychiatrów i psychologów polskich odbytego w Warszawie 11–12–13 października 1909 r. Warszawa: E. Wende i sp., 1910 s. 508–510
- Démence précoce. Acromégalie atypique // Nouvelle iconographie de la Salpêtrière. 1911. 24, 324-328;
- Auffassungs- und Merkversuche an Gesunden und Kranken mit besonderer Berücksichtigung des Gefühls der Sicherheit // Psychologische Arbeiten. 1912. 6, s. 451-493;
- Ein Beitrag zur Methodik der Aufmerksamkeitsprufung // Klinik für psychische und nervöse Krankheiten. 1913. 8 (3), s. 215–226;
- Psychologiczne leczenie pijaków // Wyzwolenie. 1913. 8 (1), s. 8–9;
- Przypadek bezładu postępującego i jamistości rdzenia // Tygodnik Lekarski. 1913;
- Badanie uwagi umysłowo chorych // Lwowski Tygodnik Lekarski. 1913;
- W walce z alkoholem – od słowa do czynu // Głos Lekarzy. 1913. 23;
- Badania nad tętnieniem mózgu człowieka. // Lwowski Tygodnik Lekarski. 1914;
- O organizacji szpitala dla umysłowo chorych // Neurologja Polska. 1914. 4 (3), s. 259–266;
- Stosunek umysłowo chorych do bezpośrednio postrzeganych wypadków wojennych // Gazeta Lekarska. 1916. 51 (4, 5, 6), s. 88–92, 102–104, 109–114;
- Wpływ alkoholu na uwagę // Zdrowie. 1917. 33 (1), s. 16–26;
- O podziale lekarzy na doktorów medycyny i lekarzy // Gazeta Lekarska. 1917. 52 (28), s. 350–351;
- Mikulski, Herman. Tętnienie mózgu człowieka // Medycyna i Kronika Lekarska. 1918;
- Leczenie chorych umysłowo nukleinianem sodu // Gazeta Lekarska. 1918. 52 (41), s. 325–328;
- Poczucie rytmu u umysłowo chorych i osób zdrowych // Księga zbiorowa szpitala Kochanówka. 1918;
- Metody badania inteligencji w psychjatrji // Rocznik Wydziału Lekarskiego. 1919. 3, s. 74–138;
- Homoseksualizm ze stanowiska medycyny i prawa. Warszawa, 1920;
- Niezbędność reform prawodawczych w stosunku do niektórych zboczeń popędu płciowego // Zagadnienia Rasy. 1920. 8, 5;
- Przyczynek do psychologji ruchów masowych // Nowiny Lekarskie. 1921. 33 (6), s. 69–72;
- Prawodawstwo wobec zaburzeń płciowych // Pamiętnik Pierwszego Zjazdu Psychiatrów Polskich. Wyd. Ministerstwo Zdrowia Publicznego, Warszawa 1921 s. 78–79;
- Postępy w leczeniu chorych psychicznie (streszczenie) // Rocznik Psychjatryczny. 1923. 1, s. 67–69;
- Mikulski, Herman (1924). Die Hirnpulsation des Menschen auf Grand experimenteller Untersuchungen. Zeitschrift für die gesamte Neurologie und Psychiatrie. 90: 469—520. doi:10.1007/BF02901327.
- Uwagi o zaburzeniach psychicznych przy nagminnych zapaleniach mózgowia i stanach następczych // Polska Gazeta Lekarska. 1924. 3 (1), s. 8–11;
- Zadania psychjatrji w Polsce w dobie bieżącej // Polska Gazeta Lekarska. 1924. 3 (42/43), 613–615;
- Podręcznik psychologji dla użytku studentów medycyny i lekarzy. Wilno: Księgarnia Stowarzyszenia Nauczycielstwa Polskiego, 1925;
- Quelques remarques relatives aux troubles psychiques de l'encéphalite épidémique et aux états parkinsoniens // Encéphale. 1925. 20, 272–277.